# Weltmeisterschaften im Modernen Fünfkampf 1975
1975 fanden die Weltmeisterschaften im Modernen Fünfkampf in Mexiko, Mexiko-Stadt, statt.

## Herren

### Einzel
| Platz | Land                   | Sportler      |
| ----- | ---------------------- | ------------- |
| 1     | Sowjetunion            | Pawel Lednjow |
| 2     | Ungarn                 | Tamás Kancsal |
| 3     | Vereinigtes Königreich | Jeremy Fox    |

### Mannschaft
| Platz | Land               | Sportler                                        |
| ----- | ------------------ | ----------------------------------------------- |
| 1     | Ungarn             | Szvetiszláv Sasics Tamás Kancsal Tibor Maracskó |
| 2     | Vereinigte Staaten | John Fitzgerald Michael Burley Orben Greenwald  |
| 3     | Sowjetunion        | Leonid Iwanow Pawel Lednjow Wladimir Schmeljow  |

## Medaillenspiegel
| Platz | Land                   | Goldmedaille | Silbermedaille | Bronzemedaille |
| 1     | Ungarn                 | 1            | 1              | –              |
| 2     | Sowjetunion            | 1            | –              | 1              |
| 3     | Vereinigte Staaten     | –            | 1              | –              |
| 4     | Vereinigtes Königreich | –            | –              | 1              |